# Золоті ворота (театр)

## Історія
Театр «Золоті ворота» – столичний колектив з понад 30-літньою історією (створений у 1979 році). [Архівовано 16 Липня 2019 у Wayback Machine.]  З початку заснування незмінним художнім керівником театру був заслужений діяч мистецтв України Валерій Пацунов, який передав естафету молодому поколінню митців. З вересня 2014 року почалась нова сторінка літопису театрального закладу: керівництво театром здійснює молода команда на чолі з режисером Стасом Жирковим.
Театр «Золоті ворота» працює за адресою на вул. Шовковична, 7-а.

## Сучасний стан театру
У новий театральний сезон 2014-2015 рр. «Золоті ворота» увійшли зі слоганом «Театр, а не музей».
Скромний за розмірами театр – 60 місць – має амбітні плани і не абиякі успіхи. Вдалі дебюти: Дмитро Олійник та його акторська робота у «Мітіне кохання. Щоденник» та режисер Іван Уривський з його «Олеся. Забута історія кохання». «Сталкери» за п’єсою сучасного українського драматурга Павла Ар’є стала однією з найрезонансніших вистав сезону 2017 року (копродукція з Київським академічним Молодим театром).
Кілька нових імен вдалося відкрити завдяки проекту «OPEN_MIND_СТУДЕНТ», що передбачає презентацію на професійній сцені кращих дипломних вистав творчих вузів. 
Працює освітня програма «Золотих воріт»:
- відкриті лекції;
- кіноперегляди;
- сценічні читання;
- зустрічі глядачів з акторами.

## Спірне питання з Театром пластичної драми на Печерську
З 22 січня 2015 року Театр пластичної драми на Печерську (що був заснований у 1988 році і знаходився у приміщенні), в якому зараз є театр "Золоті ворота" за рішенням Київради був приєднаний до Київського експериментального театру «Золоті ворота» і тим самим театр пластичної драми перестав існувати.  [Архівовано 16 Липня 2019 у Wayback Machine.]